# Державна система документаційного забезпечення управління
Державна система документаційного забезпечення управління (ДСДЗУ) — сукупність принципів, рекомендацій, норм і правил, що встановлюють єдині вимоги до документування управлінської діяльності та організації роботи з документами в органах державного управління, на підприємствах (об'єднаннях), установах й громадських організаціях.

## Основні параметри
ДСДЗУ складається з державних та галузевих нормативних і методичних документів щодо питань документаційного забезпечення управління.

## Мета
Основна мета ДСДЗУ — упорядкування документообігу та його уніфікація, скорочення кількості та підвищення якості документів, створення умов для ефективного застосування прогресивних технічних засобів і технологій збору, обробки й аналізу інформації, вдосконалення роботи апарату управління.

## Законодавча регламентація в Україні
Інструкція з діловодства — розпорядчий документ (наказ, розпорядження), який встановлює на підприємстві (установі, організації) єдині правила документування та документообігу і регламентує порядок роботи з документами від моменту їх створення до передачі в архів або відправлення адресатові. Інструкція з діловодства офіційно затверджена Кабінетом Міністрів України в Постанові №-1242 від 30.11.2011 і є обов'язковою для виконання усіма установами на території держави.